# Chuck Jackson
Chuck Jackson (* 22. Juli 1937 in  Latta, South Carolina; † 16. Februar 2023 in Atlanta, Georgia) war ein amerikanischer Rhythm-and-Blues- und Soul-Sänger.

## Leben
Chuck Jackson wuchs in Pittsburgh auf und studierte später am South Carolina State College, das Studium brach er jedoch ab um Musiker zu werden. Zwischen 1957 und 1959 war er ein Mitglied der Gruppe Del Vikings. Nachdem er die Del Vikings verlassen hatte, entdeckte ihn Luther Dixon. Jackson unterschrieb einen Plattenvertrag mit Scepter Records. Seine erste Single I Don't Want to Cry erreichte 1961 Platz 36 der US-Charts. Bemerkenswert war in jenen Jahren seine Zusammenarbeit mit Burt Bacharach, der Jackson gleich drei Original-Kompositionen zur Verfügung stellte: I Wake Up Crying, The Breaking Point (1961) und Any Day Now (My Wild Beautiful Bird) (1962). Any Day Now war auf Platz 23 und Platz 2 auch Jacksons größter Erfolg in den Pop- bzw. R&B-Charts. Der Song erlangte weitere Berühmtheit als B-Seite von In the Ghetto (1969) von Elvis Presley und einzige Bacharach-Komposition, die der „King“ je aufnahm. Noch bekannter und erfolgreicher war das Country-Pop-Cover von Ronnie Milsap im Jahre 1982, Platz 14 in den USA und jeweils Platz eins der R&B- und Adult-Contemporary-Charts.
Jackson blieb bis 1980 in den R&B-Charts vertreten, wechselte jedoch oft die Plattenfirma. Insgesamt brachte er es ab 1961 auf 23 Hits in den R&B-Hitlisten. Mit I Don’t Want to Cry (1961) und Something You Got (1965) waren zwei weitere Top-10-Erfolge dabei. 1967 hatte er zwei Hits im Duett mit Maxine Brown. 1968 war er für kurze Zeit beim Label Motown unter Vertrag. Hier entstanden zwei Alben. Sein letzter kleinerer Hit I Wanna Give You Some Love (1980) wurde von Bob Marley geschrieben.
Ende der 1970er Jahre bemühte sich Jackson wie zahllose andere in die Jahre gekommene Soul-Stars um ein Comeback mit Disco-Musik, konnte sich damit aber weder in den R&B- noch in den Disco-Charts behaupten. Singles wie When the Fuel Runs Out (1979) oder Waiting in Vain (1980) brachten nicht den erhofften Neustart.
1992 nahm Jackson ein Album mit Cissy Houston, der Mutter von Whitney Houston, auf. Sein 1998er Album I’ll Never Get Over You enthält ein Duett mit Dionne Warwick.
2015 wurde Jackson in die Rhythm and Blues Music Hall of Fame aufgenommen.
Jackson ist ein Cousin der Soul-Sängerin Ann Sexton.

## Diskografie

### Studioalben
| Jahr | Titel                         | Höchstplatzierung, Gesamtwochen, AuszeichnungChartsChartplatzierungen (Jahr, Titel, Platzierungen, Wochen, Auszeichnungen, Anmerkungen) | Anmerkungen |
| Jahr | Titel                         | R&B | Anmerkungen |
| ---- | ----------------------------- | --- | ----------- |
| 1966 | A Tribute to Rhythm and Blues | R&B21 (3 Wo.)R&B |             |
| 1968 | Chuck Jackson Arrives         | R&B48 (3 Wo.)R&B |             |

Weitere Studioalben
- 1962: I Don’t Want to Cry!
- 1962: Any Day Now
- 1963: Encore!
- 1964: Chuck Jackson on Tour
- 1965: Mr. Everything
- 1965: Saying Something (mit Maxine Brown)
- 1966: A Tribute to Rhythm and Blues, Volume 2
- 1966: Tribute to the King
- 1967: Greatest Hits
- 1967: Hold On, We’re Coming (mit Maxine Brown)
- 1967: The Early Show (mit Tammi Terrell)
- 1969: Goin’ Back to Chuck Jackson
- 1970: Teardrops Keep Falling on My Heart
- 1974: Through All Times
- 1975: Needing You, Wanting You
- 1977: The Great Chuck Jackson
- 1980: After You
- 1980: I Wanna Give You Some Love
- 1992: I’ll Take Care of You (mit Cissy Houston)
- 1994: Chuck Jackson
- 1994: Encore/Mr. Everything
- 1998: Smooth, Smooth Jackson

### Singles
| Jahr | Titel Album                                                             | Höchstplatzierung, Gesamtwochen, AuszeichnungChartplatzierungen (Jahr, Titel, Album, Platzierungen, Wochen, Auszeichnungen, Anmerkungen) | Höchstplatzierung, Gesamtwochen, AuszeichnungChartplatzierungen (Jahr, Titel, Album, Platzierungen, Wochen, Auszeichnungen, Anmerkungen) | Anmerkungen                                  |
| Jahr | Titel Album                                                             | US | R&B | Anmerkungen                                  |
| ---- | ----------------------------------------------------------------------- | --- | --- | -------------------------------------------- |
| 1961 | I Don’t Want to Cry I Don’t Want to Cry!                                | US36 (7 Wo.)US | R&B5 (14 Wo.)R&B |                                              |
| 1961 | (It Never Happens) In Real Life Any Day Now                             | US46 (7 Wo.)US | R&B22 (2 Wo.)R&B |                                              |
| 1961 | Mr. Pride                                                               | US91 (1 Wo.)US | — |                                              |
| 1961 | I Wake Up Crying I Don’t Want to Cry!                                   | US59 (8 Wo.)US | R&B13 (10 Wo.)R&B |                                              |
| 1962 | Any Day Now                                                             | US23 (12 Wo.)US | R&B2 (16 Wo.)R&B |                                              |
| 1962 | I Keep Forgettin’ Any Day Now                                           | US55 (7 Wo.)US | — |                                              |
| 1962 | Getting Ready for the Heartbreak Encore!                                | US88 (4 Wo.)US | — |                                              |
| 1963 | Tell Him I’m Not Home Encore!                                           | US42 (10 Wo.)US | R&B12 (10 Wo.)R&B |                                              |
| 1963 | Tears of Joy Mr. Everything                                             | US85 (2 Wo.)US | — |                                              |
| 1963 | I Will Never Turn My Back on You                                        | — | R&B29 (1 Wo.)R&B | B-Seite von I Will Never Turn My Back on You |
| 1963 | Any Other Way Chuck Jackson’s Greatest Hits                             | US81 (5 Wo.)US | R&B47 (1 Wo.)R&B |                                              |
| 1964 | Hand It Over                                                            | US92 (3 Wo.)US | R&B13 (9 Wo.)R&B |                                              |
| 1964 | Beg Me Chuck Jackson’s Greatest Hits                                    | US45 (10 Wo.)US | R&B5 (15 Wo.)R&B |                                              |
| 1964 | Somebody New Mr. Everything                                             | US93 (2 Wo.)US | — |                                              |
| 1964 | Since I Don’t Have You Mr. Everything                                   | US47 (8 Wo.)US | R&B18 (11 Wo.)R&B |                                              |
| 1965 | I Need You Mr. Everything                                               | US75 (4 Wo.)US | R&B22 (3 Wo.)R&B |                                              |
| 1965 | Something You Got Saying Something                                      | US55 (9 Wo.)US | R&B10 (11 Wo.)R&B | mit Maxine Brown                             |
| 1965 | If I Didn’t Love You Mr. Everything                                     | US46 (7 Wo.)US | R&B18 (7 Wo.)R&B |                                              |
| 1965 | Can’t Let You Out of My Sight Saying Something                          | US91 (4 Wo.)US | — |                                              |
| 1965 | I Need You So Saying Something                                          | US98 (1 Wo.)US | — |                                              |
| 1967 | Hold on I’m Coming! Hold on We’re Coming!                               | US91 (4 Wo.)US | R&B20 (7 Wo.)R&B | mit Maxine Brown                             |
| 1967 | Daddy’s Home Hold on We’re Coming!                                      | US91 (1 Wo.)US | R&B46 (3 Wo.)R&B | mit Maxine Brown                             |
| 1967 | Shame on Me Chuck Jackson’s Greatest Hits                               | US76 (9 Wo.)US | R&B40 (5 Wo.)R&B |                                              |
| 1968 | (You Can’t Let the Boy Overpower) The Man in You Chuck Jackson Arrives! | US94 (1 Wo.)US | — |                                              |
| 1969 | Are You Lonely for Me Baby Goin’ Back to Chuck Jackson                  | — | R&B27 (4 Wo.)R&B |                                              |
| 1969 | Honey Come Back Goin’ Back to Chuck Jackson                             | — | R&B43 (4 Wo.)R&B |                                              |
| 1973 | I Only Get This Feeling Through All Times                               | — | R&B35 (6 Wo.)R&B |                                              |
| 1973 | I Can’t Break Away Through All Times                                    | — | R&B62 (8 Wo.)R&B |                                              |
| 1975 | I’m Needing You, Wanting You Needing You, Wanting You                   | — | R&B30 (12 Wo.)R&B |                                              |
| 1980 | I Wanna Give You Some Love                                              | — | R&B90 (2 Wo.)R&B |                                              |

Weitere Singles
- 1957: Woke Up This Morning
- 1959: Willette
- 1959: Come on and Love Me
- 1960: I’m Yours
- 1961: Never Let Me Go
- 1961: The Breaking Point
- 1962: What’cha Gonna Say Tomorrow
- 1962: Come on and Love Me
- 1962: I’m Yours
- 1965: Good Things Come to Those Who Wait
- 1966: I’m Satisfied (mit Maxine Brown)
- 1966: All in My Mind
- 1966: These Chains of Love
- 1967: Need You There (to See Me Through)
- 1967: Hound Dog
- 1967: C.C. Rider
- 1969: Baby I’ll Get It
- 1970: Let Somebody Love Me
- 1971: Pet Names
- 1972: Cold Feet
- 1972: The Man and the Woman
- 1974: Maybe This Will Be the Morning
- 1974: Take Off Your Make Up
- 1975: Love Lights
- 1976: If You Were My Woman
- 1977: One of Those Yesterdays
- 1977: I Fell Asleep
- 1977: We Can’t Hide It Anymore (mit Sylvia Jackson)
- 1978: When the Fuel Runs Out
- 1980: After You
- 1989: Relight My Fire
- 1997: If I Let Myself Go
- 2010: I Only Get This Feeling